# Drahňovice
Drahňovice (Duits: Drahnowitz) is een Tsjechische gemeente in de regio Midden-Bohemen en maakt deel uit van het district Benešov. Het dorp ligt op 18 kilometer afstand van de stad Benešov.
Drahňovice telt 115 inwoners (2024).

## Geografie
Ten noorden van Drahňovice stroomt de Křešickýbeek door een bos en diep ingesneden dal. Langs de beek staan wilgenbomen.
De gemeente Drahňovice bestaat uit de volgende plaatsen:
- Drahňovice;
- Čensko.

## Geschiedenis
De eerste schriftelijke vermelding van het dorp dateert van 1401.
In 1960 werd Drahňovice ingedeeld bij het district Benešov.

## Bezienswaardigheden

### Brandweermuseum
Aan het dorpsplein is een brandweermuseum gevestigd. Het museum werd opgericht door enkele inwoners van Drahňovice en toont een collectie brandweerhulpmiddelen en -uitrustingen, waaronder een historische brandspuit die in het dorp gebruikt is.

### Overige bezienswaardigheden
- Dorpskapel

## Verkeer en vervoer

### Autowegen
Snelweg D1 loopt door de gemeente.

### Spoorlijnen
Er is geen spoorlijn of station in het dorp. Het dichtstbijzijnde station is in Český Šternberk, op zo'n 5,6 kilometer afstand.

### Buslijnen
Er zijn twee bushaltes in het dorp:
| Halte            | Lijn | Traject            | Vervoerder   |
| ---------------- | ---- | ------------------ | ------------ |
| Drahňovice       | 483  | Vlašim - Chocerady | ČSAD Benešov |
| Drahňovice, Prak | 483  | Vlašim - Chocerady | ČSAD Benešov |

### Wandelroute
De wandelroute Divišov - Čensko - Poříčko loopt door het dorp.

## Galerij

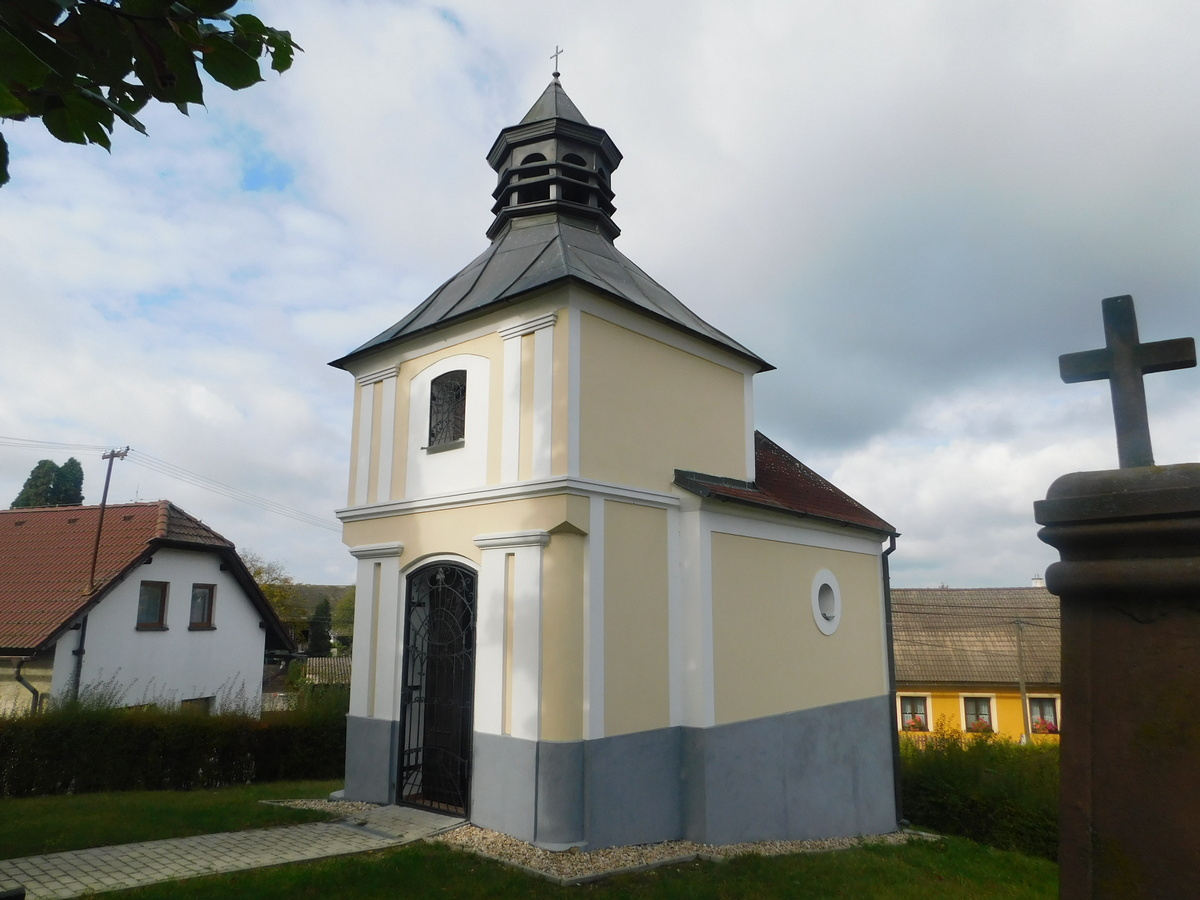
Dorpskapel (buitenzijde - 2021)
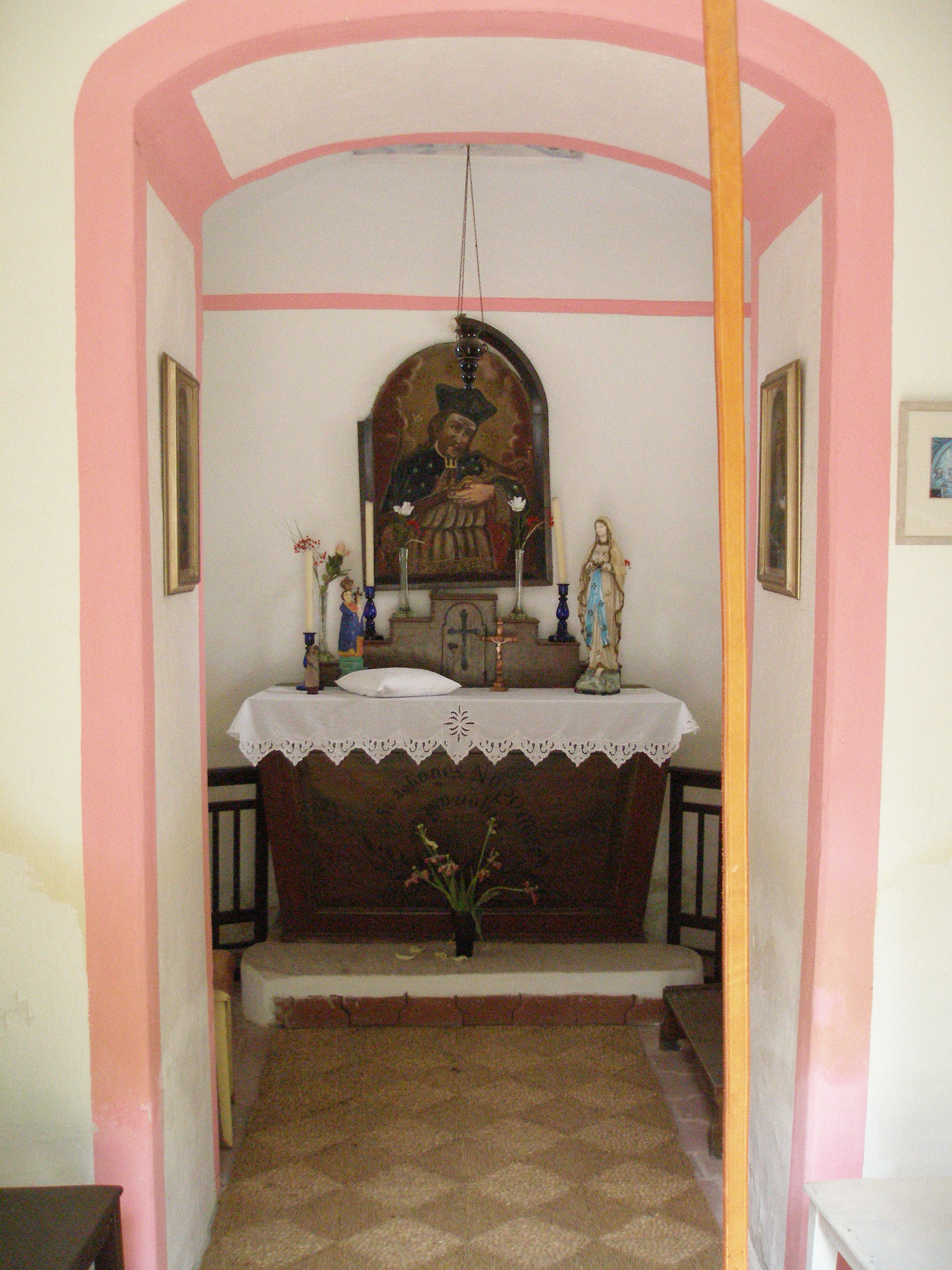
Dorpskapel (binnenzijde - 2011)
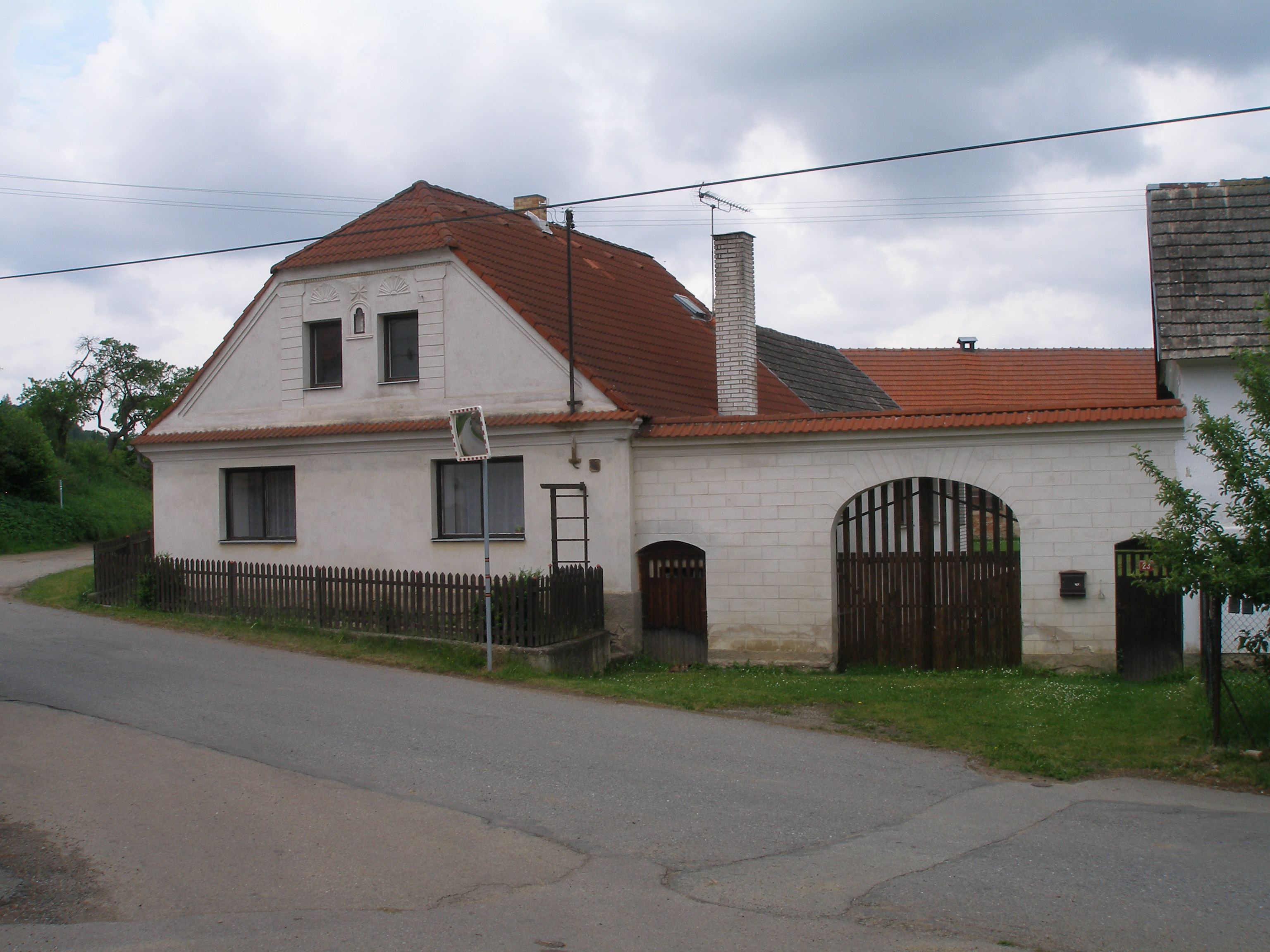
Boerderij in het dorp (2011)
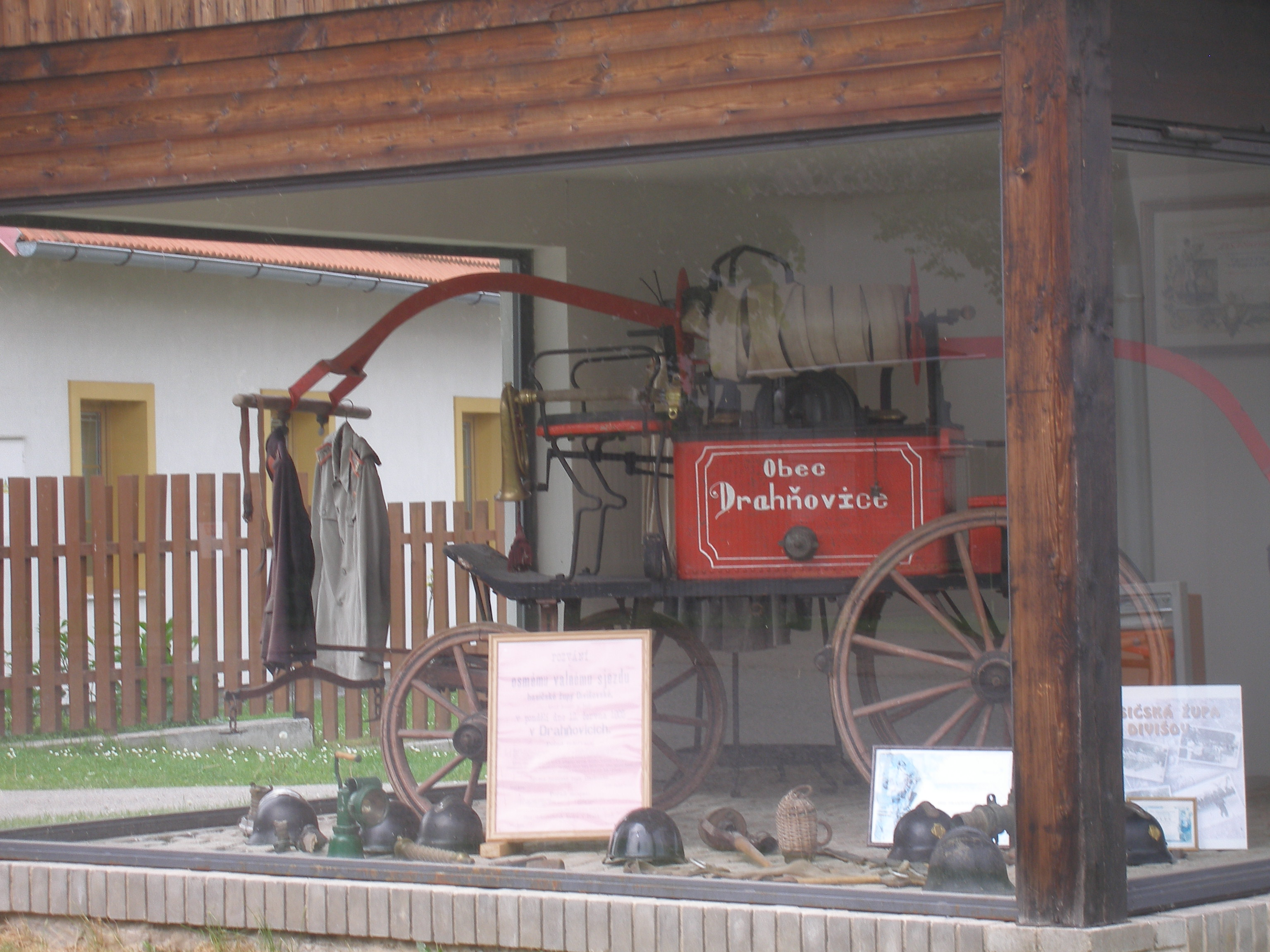
Historische brandweerwagen in het museum (2011)
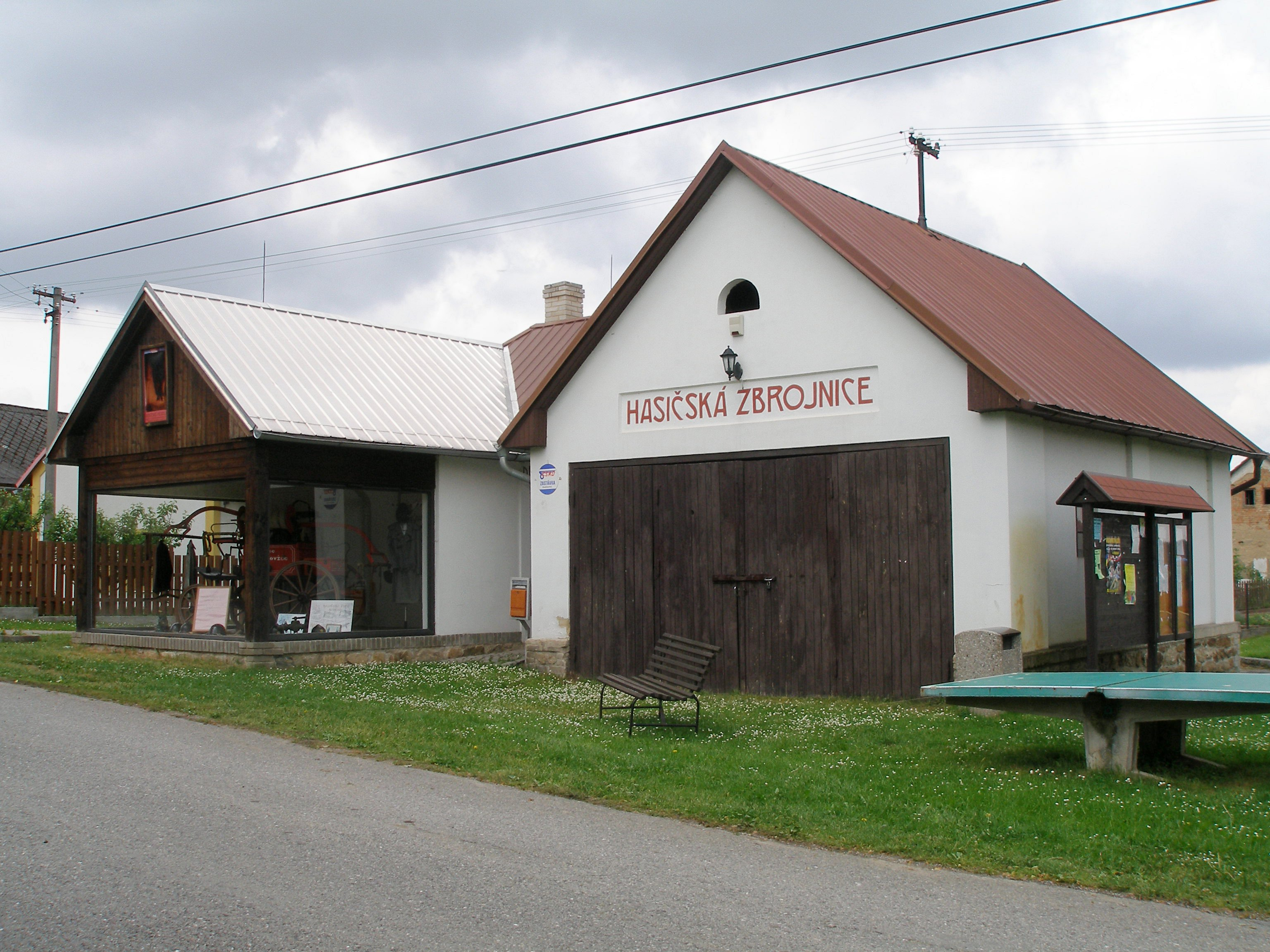
Brandweerkazerne (2011)